# Peder Aadnes
Peder Pedersen Aadnes, född 10 augusti 1738, död 20 juni 1792, var en norsk bygdemälare.
Aadnes tog sitt namn efter fädernegården Odnes i Land. Han saknade akademisk måleriutbildning och hade sin rot i den dekorativa allmogekonsten, "rosmåleriet" men tog senare intryck av rokokomåleriet i Kristiania. Han målade många porträtt, tekniskt ofullkomliga me personliga. Mest känd blev han genom sina väggdekroationer med figurer i fantasilandskap på storgårdarna i Ringerike, Land och Hadeland.